# Сънсет бийч
„Сънсет бийч“ е американски сапунен сериал, който се излъчва по CBS от 6 януари 1997 до 31 декември 1999. Излъчва се в над 70 държави, сред които Австралия, Ирландия, Великобритания, Норвегия, Финландия, Швеция, Нова Зеландия, Израел, Германия, Полша, Македония, Хърватска, Русия, Румъния, Словения, Венецуела. В България Сънсет бийч се излъчваше по Нова телевизия в периода 2001 – 2004 година. От януари 2015 сериалът се излъчва отново в България, по CBS Drama.
Още в първия епизод е представена легендата за Сънсет бийч, която символизира любовта между двойката Мег и Бен – главните герои в сериала.

## Сюжет

### Прекратяване
Сериалът е отменен точно преди третата си годишнина. На повечето от главните герои е даден щастлив край. Бен и Мег и Майкъл и Ванеса се женят в двойна сватба. Кейси и Сара се сгодяват, Коул и Кейтлин най-сетне са щастливи с брака си, а Оливия щастливо отглежда детето си. Мария дава развод на Бен, за да може той да се ожени за Мег, и среща нов мъж – Рос Инглиш. Мария също осиновява Бенджи, малкото момче, което е мислела за нейно. Тя и Бен планират да го отгледат заедно. „Лошите“ си получават заслуженото – Дерек е случайно прострелян и убит от Бен, съучастницата му Тес е изпратена в затвора, както и Грегъри Ричардс. Тим Труман, който макар и да не е отрицателен герой, прекарва повечето от трите години опитвайки се да създаде проблеми на Бен и Мег. Тим е убит от Дерек. Вирджиния влиза в психиатрична болница. Лошото момиче Ани също се радва на щастлив край, намирайки любовта в лицето на Джууд – нов герой.

### Епизоди
- - Първи сезон (6 януари, 1997 – 5 януари, 1998) съдържа 247 епизода и 5 специални (28 юли, 1997 – 1 август, 1997).
  - Втори сезон (6 януари, 1998 – 5 януари, 1999) съдържа 255 епизода.
  - Трети сезон (6 януари, 1999 – 31 декември, 1999) съдържа 253 епизода.

## Рейтинг
По време на краткото си съществуване, Сънсет бийч като цяло остава сериал с нисък рейтинг в САЩ. Въпреки това, през 1998 историята със земетресението събира доста широка аудитория.